# ミツウロコプロビジョンズ
株式会社ミツウロコプロビジョンズは、直営とボランタリー・チェーン方式の小売店事業・コンビニエンスストア事業や飲食店事業を中心に展開する日本の企業である。本項では、当社が展開するブランドについても触れる。

## 概要

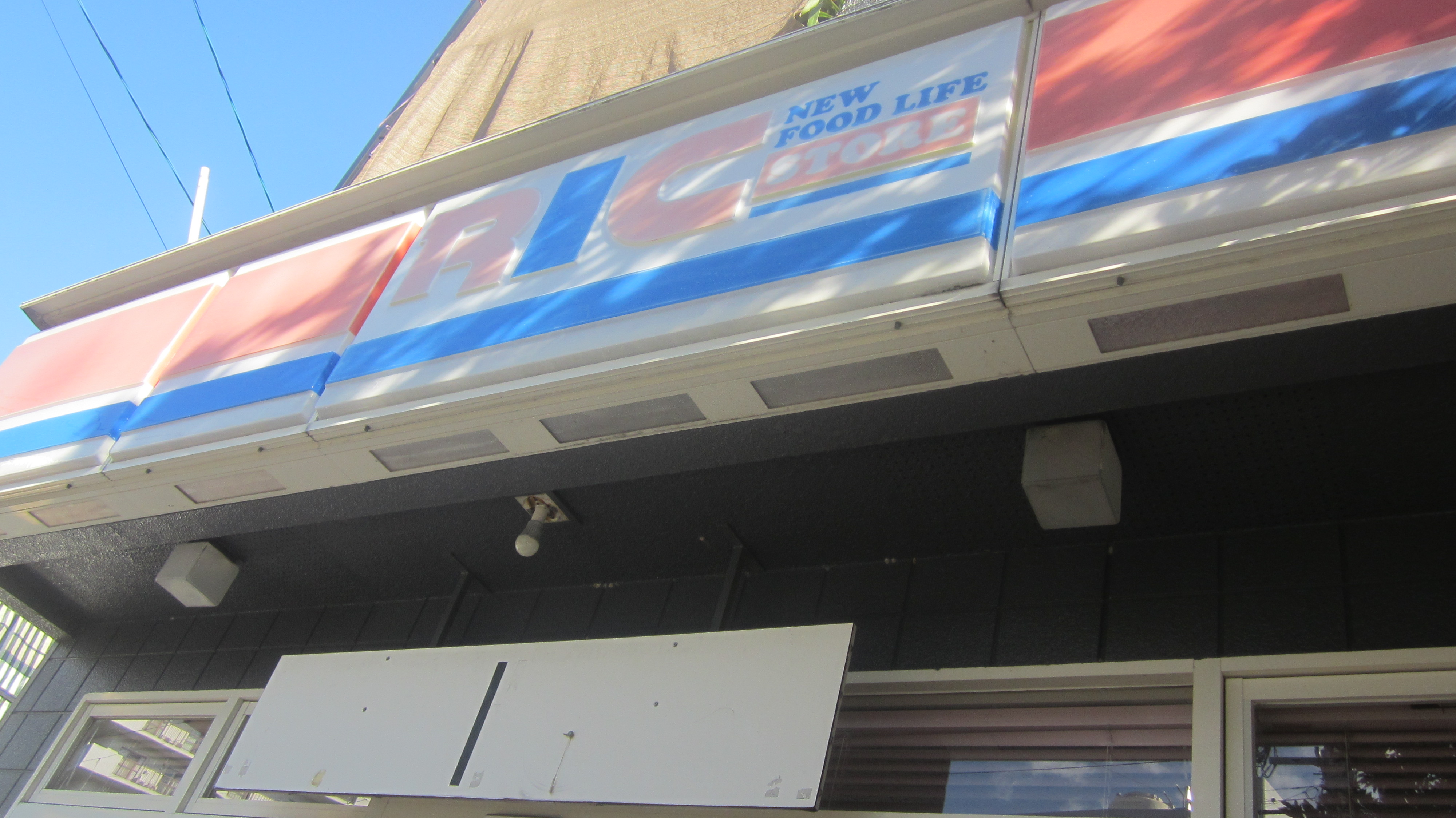
RICはしもと

当社はミツウロコグローサリー、RICおよびRICマート、タックメイトといった直営とボランタリー・チェーン方式の小売店事業・コンビニ事業約150店（2019年時点）の他、各種売店や食堂、ベーカリーショップ「麻布十番モンタボー」48店舗、愛知県にて和風カフェ「珈琲古今堂」1店舗を展開している。

### 展開ブランド
グローサリー店舗業
- RIC[1][広報 4]

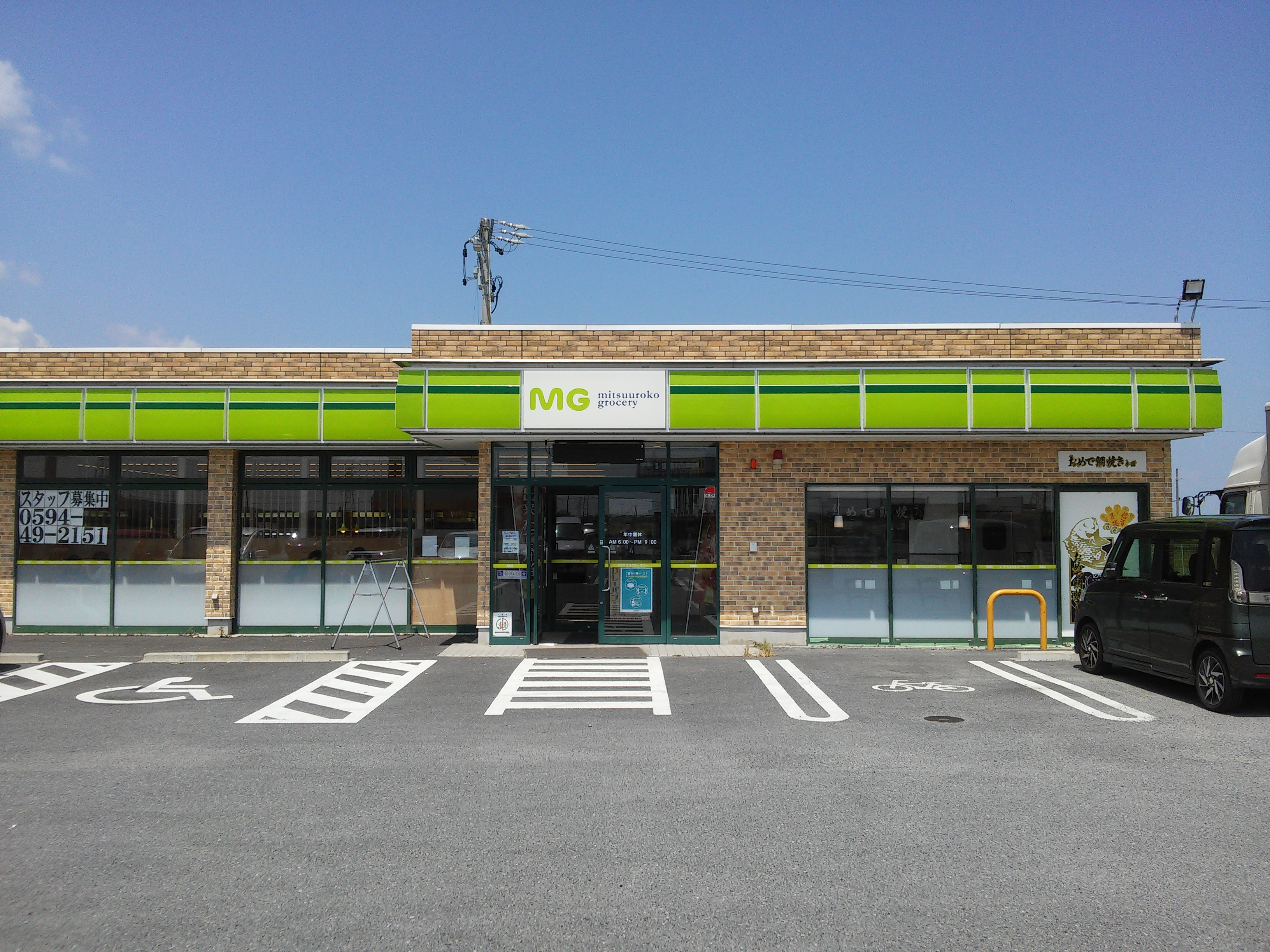
ミツウロコグローサリー（MG）桑名木曽三川公園店（ヤマザキYショップの複合店に転換済み）

- RICマート[1] - 24時間営業の強制などはないものの、比較的フランチャイズチェーン寄りのブランド。かつては収納代行サービスの取り扱いもしていた。[要出典]
- Rショップ[要出典]
- タックメイト[広報 4]（ココストアより屋号変更した店舗を含む）[1]
- ヤマザキYショップMG[広報 5]
- ヤマザキショップ（田川市立病院店[広報 6]、平戸中野店[2]等）

カフェ事業
- 珈琲古今堂[広報 4]
- タリーズコーヒー[広報 7]
- 元町珈琲 - 2024年4月1日付で株式を100%取得し、子会社化[3]

ベーカリーショップ事業
- 麻布十番モンタボー[広報 8]

#### かつて展開していたブランド
小売店・コンビニ事業
- RICストア -九州地区のココストア・エブリワン転換店用のブランド。本州・沖縄地区はタックメイトに転換された。その後MGやヤマザキショップに再転換ないし閉店により現存しない[2]。
- ミツウロコグローサリー（MG）-ミツウロコ譲渡後に誕生した新業態[広報 5][4]。
- ポプラ[広報 9][4]
- ポプラRIC[要出典]
- ポプラMG（ヤマザキYショップMGに転換）[要出典]
- 生活彩家[広報 10]

## コンビニエンスストア事業

### タックメイト
1993年、株式会社イズミックが愛知県名古屋市港区に1号店を開店。当初はボランタリー・チェーン方式で東海地方・近畿地方に展開していたが、次第に出店地域を拡大。1995年には広島県大野町に中国地方1号店を開店、2004年には、東京都江東区にタックメイト東京本部を開設。翌年から関東に出店開始した。
2005年には84店舗展開し、ココストア転換時の2016には現在は20店舗ほどに縮小している。電話で店内にある商品を配達してくれる宅配サービスを行っているのが大きな特徴である。加盟店のお店の大半が酒屋だったこともあり、昔から配達を行っていたことを生かして高齢者をターゲットにしている。
コンビニ名の由来は「タック」が宅配の宅で、「メイト」は仲間を意味している。
かつてはJAと共にミニスーパー複合店舗として「JA-TAC」という屋号も存在したが、閉店した。

### RIC

RICストア

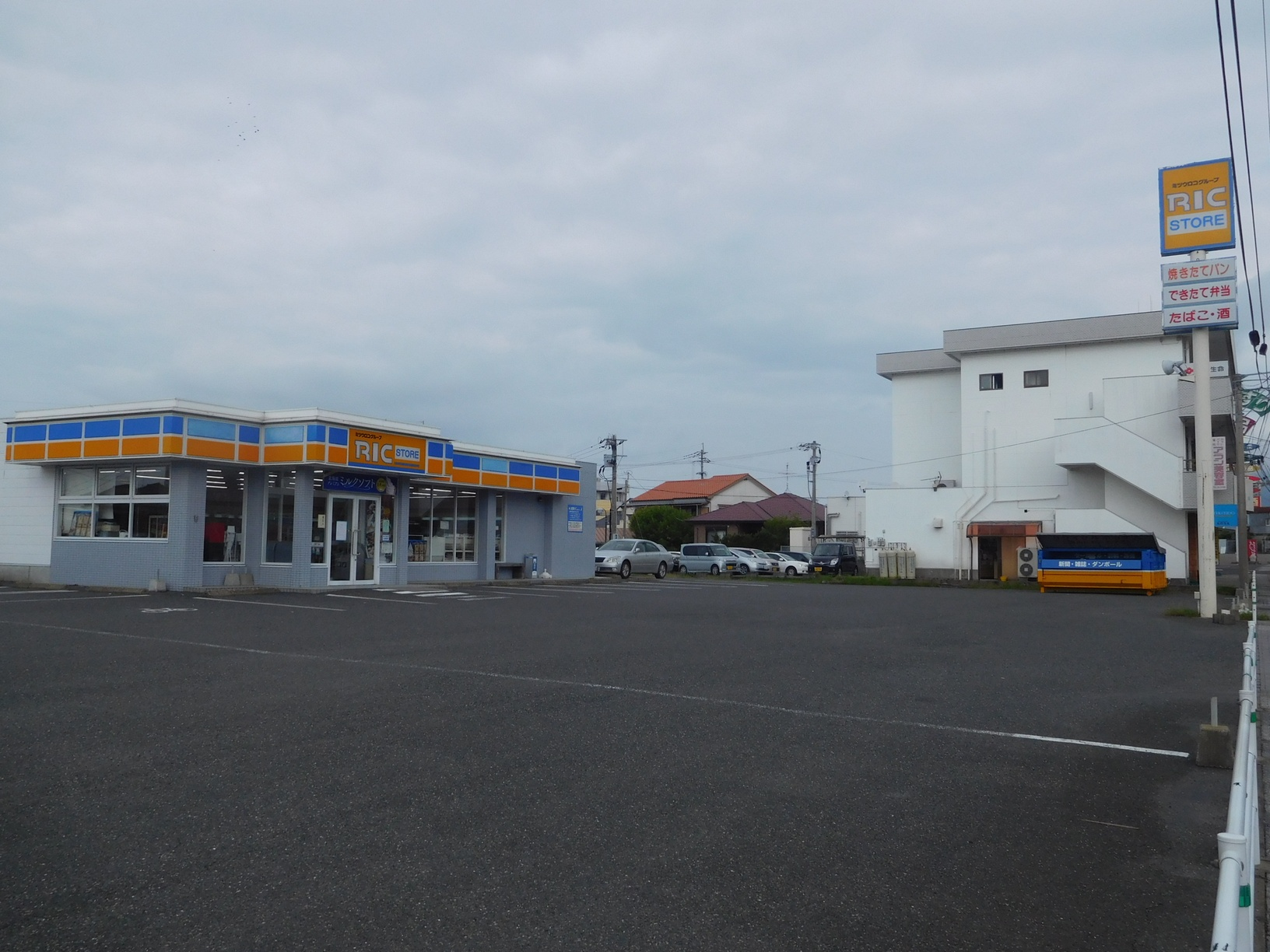
RICストアの店舗例（鹿児島県垂水市/閉店済み）エブリワンから転換したもの

RICマートやRICはボランタリー・チェーン方式をとっており、ロイヤルティーが大手コンビニチェーンよりも低い。24時間営業・年中無休を強制しない方針で、深夜や土日祝日などには休業する店舗もある。また、パンや弁当を店で作っている店舗もある。一時期は630店にまでなっており、2001年の店舗数は537店、2000年の売り上げは310億円と九州コンビニエンスシステムズ内のコンビニでは最も規模が大きかった。しかしその後は店舗数の減少が目立ち、2006年11月には新たに10店舗を出店して230店舗体制にすることを経済誌で明らかにしているが、2009年には193店にまで落ち込んでいる。

### ミツウロコグループの傘下へ

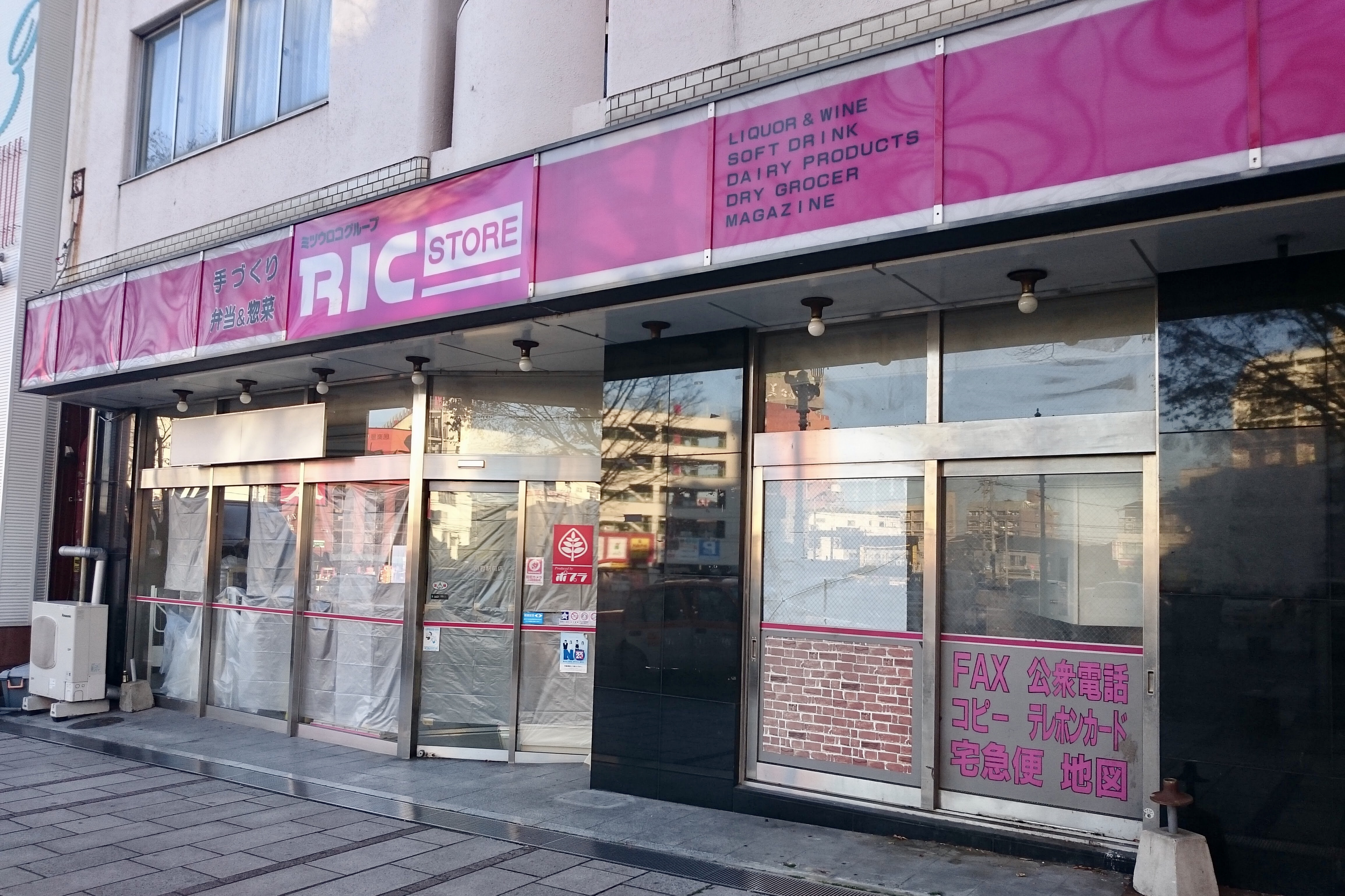
"RICストア"ブランド店舗の例（別府駅前店/閉店済み）ココストアから転換したもの

2015年11月には、翌年4月に株式会社ファミリーマートがミツウロコグループへココストアリテールの全株式を売却することが決定、これと並行して2015年時点でココストアリテールが事業展開する食料品店や飲食店など約150店に、ファミリーマートの店舗と立地が重なるココストア系コンビニなど約250店を合わせ、株式会社ファミリーマートよりミツウロコグループへ譲渡することが発表された。
2016年4月15日に予定通り全株式譲渡が実施されるとともに、ファミリーマートはココストア系全店舗約800店舗（ボランタリーチェーンを含む）のうち最大約380店舗を譲渡することとなった。ココストアリテールはイズミックを中心としたMICSグループの会社であったが、同社が事業展開するコンビニ、小売店などの一部を含めてミツウロコグループの傘下に入ることとなった。交渉の結果、ファミリーマートは同年8月26日にココストア・エブリワンの69店舗を10月1日付でココストアリテールに譲渡することを発表。さらにその後、譲渡の時期が12月10日に変更されるとともに、店舗数も30店舗に減少し、前述のココストア系コンビニの譲渡はこの30店舗に留まった。なお、株式会社ファミリーマートとミツウロコグループは包括提携契約を結んでいる。
なお、長崎県五島列島地域などのように一部の店舗については運営会社の意向でファミリーマートやミツウロコのいずれにも属さず、ポプラなど、他のコンビニチェーン店に転換した店舗もあった。
ココストアの関東、東海、近畿地方と沖縄県の店舗は「タックメイト」、同チェーンの九州地区とエブリワンの店舗は「RICストア」への屋号（ブランド）変更が同年9月より順次実施されることとなった。
更に2017年から、地域に根ざした手作りの店というコンセプトで、新たにミツウロコグローサリー（MG）を展開してい。
九州地方の14店舗がポプラと提携して運営されていたが、同社の営業縮小に伴って、2021年（令和3年）春にYショップとの提携に切り替わったため、旧エブリワン店舗のうち3店舗がYショップMGに転換して営業を継続した。

## 沿革

### ミツウロコグローサリー
- 1984年（昭和59年）
  - 4月 - リョーユーパン本社内にコンビニエンスストア運営本部が設立。
  - 7月 - 福岡市にRショップの第1号店がオープン。
- 1992年（平成4年）4月 - リョーユーパン子会社のコンビニエンス事業会社として、株式会社リョーユーチェーンサポートシステム設立。
- 1998年（平成10年）9月 - 熊本県にRICマートの第1号店がオープン。
- 1999年（平成11年）11月 - 株式会社コトブキヤ・コンビニエンスシステムズ（後のココストアウエスト）と九州地域スパー本部株式会社と共に九州コンビニエンスシステムズを設立、同社の子会社となる。
- 2000年（平成12年）
  - 6月 - ココストアと業務提携[18]。
  - 11月 - 株式会社リックサポートシステムズに商号変更。
- 2001年（平成13年）6月 - 親会社の九州コンビニエンスシステムズがココストア傘下になった[19]。
- 2006年（平成18年）6月 - 九州コンビニエンスシステムズが吸収合併されたことに伴い、株式会社ココストアの子会社となった[20]。
- 2009年（平成21年）11月 - 株式会社ココストアリテールに商号変更。
- 2010年（平成22年）9月1日 - ミニストップと業務提携し、ココストア・エブリワンと共に九州地区で商品開発・調達を開始した[広報 17]。
- 2012年（平成24年）6月1日 - ココストアがイズミックよりボランタリー・チェーンのタックメイト事業を譲り受けた[21]。
- 2015年（平成27年）
  - 8月15日 - ココストアがミニストップと資本・業務提携を解消[22][広報 18]。
  - 10月1日 - 親会社の株式会社ココストアがファミリーマートに買収される[23][24]。
  - 11月30日 - ファミリーマートと株式会社ミツウロコグループホールディングスが、翌年4月を以てミツウロコGHD子会社のミツウロコビバレッジへココストアリテールの全株式を譲渡することで合意。譲渡対象にはココストア管轄のボランタリー・チェーンの小売店やコンビニの一部も含む[広報 19]。
  - 12月1日 - 株式会社ココストアの吸収合併に伴い[25][26]、株式会社ファミリーマートの子会社となった。
- 2016年（平成28年）
  - 4月15日 - ファミリーマートよりタックメイト等のボランタリー・チェーン事業を譲受[広報 20]。さらにココストアリテールの全株式がファミリーマートから株式会社ミツウロコプロビジョンズ（旧・ミツウロコビバレッジ・初代法人）へ譲渡され、同時に本社を名古屋市に移転[広報 21]。
  - 12月14日 - ココストアリテールが運営する直営店約30店舗（タックメイトおよびRIC）について、「ミツウロコグローサリー」に転換しグローサリー事業を開始すると表明[広報 22]。
- 2017年（平成29年）
  - 4月1日 - 社名をココストアリテールから株式会社ミツウロコグローサリーに変更し、本店も東京都に移転[広報 23]。
  - 10月6日 - 新業態「ミツウロコグローサリー（MG）」の1号店・桑名木曽三川公園店がオープン[広報 16]。
- 2019年（平成31年）1月22日 - ミツウロコGHDは、同年3月1日に株式会社ミツウロコプロビジョンズが当社を吸収合併することを取締役会にて決議[広報 3]。

### ミツウロコプロビジョンズ
- 2001年（平成13年）5月 - 有限会社富士清水（ふじせいすい）として設立[広報 24]。
- 2005年（平成17年）2月 - 株式会社ミツウロコ（後のミツウロコグループホールディングス）の資本参加を受け、株式会社富士清水に商号を変更[広報 24]。
- 2012年（平成24年）4月 - 株式会社ミツウロコの完全子会社となり、株式会社ミツウロコビバレッジに商号を変更[広報 24]。
- 2016年（平成28年）4月 - 吸収分割により飲料事業を勝水株式会社に承継し、株式会社ミツウロコプロビジョンズに商号変更[広報 24]。またココストアリテールを完全子会社化[広報 24]。
- 2019年（平成31年/令和元年）
  - 3月1日 - ミツウロコグローサリーを吸収合併[27]。
  - 3月31日 - シダックスアイにショップ＆レストラン事業の一部である約50店舗を事業譲渡[広報 25]。
- 2021年（令和3年）3月 - ミツウロコグローサリー・ポプラMG・ポプラRIC・ポプラ・RICストアが閉店ないしヤマザキYショップMGに転換。
- 2024年（令和4年）4月 - 株式会社スイートスタイルを合併した。また株式会社元町珈琲を子会社とし株式会社ミツウロコパートナーズに改称した[広報 2]。